# Richard of Gravesend (Bischof von London)
Richard of Gravesend († 9. Dezember 1303 im Fulham Palace) war ein englischer Geistlicher. Ab 1280 war er Bischof von London.

## Herkunft
Richard of Gravesend entstammte einer Familie der Gentry aus Kent, die sich nach der Stadt Gravesend benannte und das nahe gelegene Gut von Parrocks in Milton besaß. Sein Geburtsjahr und die Namen seiner Eltern sind unbekannt, nur der Name seines Bruders Stephen ist überliefert. Richard war sicherlich mit dem namensgleichen Richard of Gravesend verwandt, der von 1258 bis 1279 Bischof von Lincoln war.

## Aufstieg als Geistlicher
Der jüngere Richard of Gravesend hatte an einer ungenannten Hochschule studiert und das Studium als Magister abgeschlossen, als sein namensgleicher mutmaßlicher Verwandter Richard of Gravesend ihm 1262 oder 1263 eine Pfründe an der Kathedrale von Lincoln verschaffte. Dazu wurde er 1263 oder 1264 Rektor von Ecclesborough in Buckinghamshire. Danach wird er erst wieder zu Beginn der 1270er Jahre erwähnt, nachdem er durch die Förderung von Henry of Sandwich, Bischof von London, Ämter in der Diözese London erhalten hatte. Sandwich war vor seiner Wahl zum Bischof Archidiakon von Oxford in der Diözese Lincoln gewesen, wo er anscheinend Gravesend kennengelernt hatte. Im Januar 1271 oder Januar 1272 war Gravesend Archidiakon von Essex, doch vor dem 5. November 1273 tauschte er dieses Amt mit Archidiakonat von Northampton. Dazu wurde er Kanoniker an der Londoner St Paul’s Cathedral. Dabei behielt er weiter gute Beziehungen in die Diözese Lincoln, in der er vor November 1276 eine Pfründe in Sutton-cum-Buckingham erhielt. Als der Geistliche Amaury de Montfort, ein jüngerer Sohn des früheren Rebellen Simon de Montfort, 6. Earl of Leicester 1275 von König Eduard I. gefangen genommen wurde, setzte sich Gravesend vergeblich für dessen Freilassung ein.

## Bischof von London
Nach dem Verzicht des vom Kathedralkapitel gewählten Fulk Lovel wurde Gravesend um den 7. Mai 1280 zum Bischof von London gewählt. Bereits am 9. Mai erfolgte die königliche Bestätigung der Wahl, und am 17. Mai wurden ihm die Temporalien der Diözese übergeben. Am 11. August 1280 wurde er von Erzbischof John Pecham in der Kathedrale von Coventry zum Bischof geweiht.
Von 1289 bis 1290 begleitete Gravesend Eduard I. in die den englischen Königen gehörende Gascogne. Während des Konflikts mit Frankreich diente er 1293 als Gesandter in Frankreich und 1294 und 1296 in den Niederlanden. Als der König 1297 einen Feldzug nach Flandern unternommen hatte, gehörte Gravesend zu den Räten des in England gebliebenen minderjährigen Thronfolgers Eduard. Über die Tätigkeit von Gravesend in seiner Diözese ist wenig bekannt, denn das Urkundenregister seiner Amtszeit ist verloren gegangen. Vermutlich vor 1290 bestätigte und erweiterte er die Bischof Fulk Basset erlassenen Synodalstatuten. Gravesend nahm an mehreren Konzilen der Kirchenprovinz Canterbury teil und kümmerte sich offensichtlich um die Ausbildung der höheren Geistlichen. Er bestand darauf, dass der Kanzler der Diözese einen Universitätsabschluss als Doktor oder wenigstens als Bachelor der Theologie erworben hatte und dass er theologische Vorlesungen hielt. Dazu schuf er das Amt des Subdekans der St Paul’s Cathedral. Er selbst besaß eine umfangreiche Bibliothek, die bei seinem Tod über 80 Bücher umfasste. Er hinterließ ein stattliches Vermögen von £ 3000, von dem er Teile für den Unterhalt der Kathedrale, aber auch für die Armen in London stiftete. Er wurde am 12. Dezember 1303 in der Nähe des Grabs seines früheren Förderers Henry of Sandwich in der St Paul’s Cathedral beigesetzt.